# Clason
Clason es una localidad ubicada en el noroeste del departamento Iriondo, provincia de Santa Fe (Argentina). Se encuentra a 150 km al suroeste de la ciudad de Santa Fe y a 74 km al noroeste de Rosario sobre la Ruta Nacional 34. Es cabecera del distrito del mismo nombre de 391 km².
El distrito comenzó a poblarse a partir de mediados del siglo XIX, estableciéndose estancias que criaban ganado vacuno y luego también ovino. Hacia fines de ese siglo se agregaron colonos, agricultores que cultivaban principalmente trigo. La localidad de Clason fue fundada en el año 1892 por Federico Heitz en campos de la estancia “Los Leones” de Hernán (Hermann) Bleek y Oscar Clason, con motivo de la radicación en el lugar de la estación ferroviaria del ex-Ferrocarril Córdoba y Rosario, hoy Ferrocarril General Belgrano. Durante el siglo XX se fueron incrementando las actividades agrícolas en detrimento de las ganaderas, tendencia que continúa en la actualidad.
El pueblo, de 643 habitantes (censo de 2010), cuenta con una escuela de nivel primario y una secundaria que depende de la Escuela de Educación Técnica N.º 674 de San Genaro, así como iglesia, estafeta postal, comisaría y comercios. Al sudoeste del distrito se halla el caserío Colonia Medici con escuela primaria e iglesia.
Las principales actividades económicas del distrito son el cultivo de la soja, del trigo y del maíz, así como la producción de leche en tambos. Cuenta con dos importantes industrias: Santa Sylvina S.A. (fabricación de alimentos balanceados para animales y acopio de granos) y Verónica S.A. (importante empresa productora de alimentos lácteos).

## Población
El distrito tiene una población de 1.127 habitantes (censo de 2010), lo que representa un ligero incremento frente a los 1.104 del censo anterior. Sin embargo, la tendencia a partir de 1980 es ligeramente declinante, sobre todo en la población rural.
| Gráfica de evolución demográfica de Clason entre 1991 y 2010 |
|                                                              |
| Fuente: Censos nacionales del INDEC                          |